# Crnići
Crnići är ett samhälle i Bosnien och Hercegovina.   Det ligger i entiteten Federationen Bosnien och Hercegovina, i den södra delen av landet, 90 km söder om huvudstaden Sarajevo. Crnići ligger 239 meter över havet och antalet invånare är 5 789.
Terrängen runt Crnići är huvudsakligen kuperad, men den allra närmaste omgivningen är platt.Närmaste större samhälle är Čapljina, 14,6 km väster om Crnići. 
Trakten runt Crnići består i huvudsak av gräsmarker. Runt Crnići är det ganska tätbefolkat, med 93 invånare per kvadratkilometer.